# .sco
.sco er et forslag til generisk topdomæne, der skulle reserveres til enten Skotland eller sider skrevet på skotsk.
Kampagnen for dette domæne blev igangsat efter at .cat blev oprettet til brug for sider på catalansk.
| Generiske topdomæner | Spire Denne artikel om generiske topdomæner er en spire som bør udbygges. Du er velkommen til at hjælpe Wikipedia ved at udvide den. |